# 松田幸雄
松田 幸雄（まつだ ゆきお、1927年3月25日 - 2013年4月29日）は、日本の詩人、翻訳家。

## 略歴
千葉県生まれ。慶應義塾大学経済学部卒業。
三井物産に勤務。『荒地』『詩学』同人。1966年、『詩集 1947 - 1965』で第6回室生犀星詩人賞受賞。2002年、D・H・ロレンス『鳥と獣と花』の翻訳で日本詩人クラブ詩界賞受賞。また、「H氏賞」の選考委員なども務める。

## 著書
- 『詩集 1947 - 1965』（地球社） 1966
- 『中間点 詩集 1966-1975』（詩学社） 1975
- 『日輪王 詩集一九七六～一九八五』（花神社） 1986
- 『夕映えを讃えよ 松田幸雄詩集 1986 - 1996』（砂子屋書房） 1997
- 『松田幸雄詩集』（土曜美術社出版販売、新・日本現代詩文庫） 2004
- 『松田幸雄全詩集』（砂子屋書房） 2013

### 共編
- 『ディラン・トマス研究』（鍵谷幸信共編、思潮社） 1972

### 翻訳
- 『トマス詩集』（新潮社、世界詩人全集19） 1969
- 『シアドー・レトキー』（新潮社、世界詩人全集21） 1969

- 『ロレンス』（河出書房新社、世界文学全集カラー版別巻第1巻、世界名詩集） 1969

- 『チャタレイ夫人の恋人 / メキシコの朝 / 詩』（ロレンス、講談社、世界文学全集72） 1975
「チャタレイ夫人の恋人」は羽矢謙一訳、「メキシコの朝」は伊藤整訳
- 『論集』（ディラン・トマス、ウォルフォード・デイヴィス編、国文社、ディラン・トマス全集 別巻） 1976
- 『戯曲』（ディラン・トマス、松浦直巳共訳、国文社、ディラン・トマス全集4） 1978
- 『アメリカ・インディアン神話』（コティー・バーランド、マリオン・ウッド編、青土社） 1990
- 『アフリカ神話』（ジェフリー・パリンダー、青土社） 1991
- 『ケルト神話』（プロインシァス・マッカーナ、青土社） 1991
- 『マヤ・アステカの神話』（アイリーン・ニコルソン、青土社） 1992
- 『オカルトの事典』（フレッド・ゲティングズ、青土社） 1993
- 『猫の不思議な物語』（フレッド・ゲティングズ、鶴田文共訳、青土社） 1993
- 『ディラン・トマス詩集』（編・訳、 小沢書店、双書・20世紀の詩人） 1994
- 『エスキモーの民話』（ハワード・ノーマン編、青土社） 1995
- 『妖怪と精霊の事典』（ローズマリ・エレン・グィリー、青土社） 1995
- 『アボリジニー神話』（K・ラングロー・パーカー、H・ドレーク=プロックマン編、青土社） 1996
- 『語りつがれるアメリカ』（リチャード・M・ドーソン、青土社） 1997
- 『鳥と獣と花 Poems』（D・H・ロレンス、彩流社） 2001
- 『ディラン・トマス全詩集』（青土社） 2005
- 『セアドー・レトキー詩集』（彩流社） 2009

## 参考
- 『文藝年鑑』
- 『日本近代文学大辞典』（講談社） 1984